# Lesetagebuch
Ein Lesetagebuch (LTB) ist ein Tagebuch, das man parallel zu der Lektüre eines (meist literarischen) Textes führt. In das Lesetagebuch können Einträge unterschiedlichster Art vorgenommen werden. Neben der Zusammenfassung von Textpassagen und Hauptaussagen bietet das Medium Raum für persönliche Leseeindrücke, die Formulierung von Leseproblemen und Assoziationen zur vorgenommenen Lektüre.

## Lesetagebuch in der Schule
Das Lesetagebuch ist eine häufig verwendete Methode des Lesens in der Schule. Ziel ist es, persönliche Zugänge vor allem zu Romanen zu ermöglichen. Schüler bekommen hier die Möglichkeit, unterschiedliche Zugänge zu Texten zu finden. Darüber hinaus erlaubt es den Schülern, ein eigenes Arbeitstempo beim Umgang mit Literatur zu finden. Ein Überblicksartikel, bei dem die im lese- und literaturdidaktischen Kontext relevante Forschungsliteratur zusammengefasst wird, wurde von Daniel Nix (2007) verfasst.